# Norops confusus
Norops confusus är en ödleart som beskrevs av  Estrada och GARRIDO 1991. Norops confusus ingår i släktet Norops och familjen Polychrotidae. Inga underarter finns listade i Catalogue of Life.